# Sünne Juterczenka
Sünne Juterczenka (* 1974 in Braunschweig) ist eine deutsche Historikerin.

## Leben
Von 1994 bis 2002 studierte sie Mittlere und Neuere Geschichte, Anglistik und Skandinavistik an der Georg-August-Universität Göttingen und University of Edinburgh. Nach der Promotion 2006 in Göttingen bei Hermann Wellenreuther in Mittlerer und Neuerer Geschichte war sie von 2009 bis 2011 wissenschaftliche Mitarbeiterin am Historischen Institut der Universität Rostock. Nach der Habilitation 2021 an der Humboldt-Universität zu Berlin in Neuerer und Neuester Geschichte ist sie seit 2023 W3-Professorin für Allgemeine Geschichte der Frühen Neuzeit an der Universität Greifswald.
Ihre Forschungsschwerpunkte sind Geschichte der Frühen Neuzeit, kulturelle Kontakte, Transfers und Verflechtungen, Konfession, religiöser Dissens und Nonkonformismus, Medien und Öffentlichkeit, materielle Kultur und Objektgeschichte, Reisen und Reiseliteratur, maritime History und Wissensgeschichte.

## Schriften (Auswahl)
Monographien
- Expeditionen ins Inselmeer. Zur Rezeption von Pazifikreisen im 18. Jahrhundert. Göttingen 2024, ISBN 978-3-8353-5684-9.
- Über Gott und die Welt. Endzeitvisionen, Reformdebatten und die europäische Quäkermission. Göttingen 2008, ISBN 978-3-525-35458-2.

Herausgeberschaften
- mit Jenna M. Gibbs: Special Issue „Maritime Missions“, Journal of Early Modern History 26/1–2, 2022.
- mit Peter Burschel unter Mitarbeit von Alexandra Serjogin: Das Meer. Maritime Welten in der Frühen Neuzeit. The Sea. Maritime worlds in the early modern period (= Frühneuzeit-Impulse. Bd. 4). Böhlau, Wien u. a. 2021, ISBN 978-3-412-51310-8.
- mit Peter Burschel: Die europäische Expansion (= Basistexte Frühe Neuzeit. Bd. 3). Steiner, Stuttgart 2016, ISBN 3-515-10729-0.
- mit Kai Marcel Sicks: Figurationen der Heimkehr. Die Passage vom Fremden zum Eigenen in Geschichte und Literatur der Neuzeit, Göttingen 2011, ISBN 3-8353-0742-8.
- mit Gesa Mackenthun: The Fuzzy Logic of Encounter: New Perspectives on Cultural Contact (= Cultural Encounters and the Discourses of Scholarship. Bd. 1), Münster 2009, ISBN 3-8309-2124-1.